# 教育税
教育税（きょういくぜい）とは、日本復帰前の沖縄において、教育区の経費に充てる目的税の一種である。教育区の自主財源と位置づけられ、市町村が賦課徴収にあたった。しかし、下記のような制度上の問題点があったため、1965年に廃止された。

## 教育税の問題点
- 市町村は徴収の義務のみを負わされて、教育税の問題に関与できないこと。
- 市町村によって税負担にばらつきがあること。
- 税法としての裏づけがなく、滞納者に対する強制措置がとれなかった。
- 教育費は年々上昇し負担能力の限度を超える事態になった。